# سد ونگانگ
سد ونگانگ (به لاتین: Hwanggang Dam) یک سد در کره شمالی است.